# Jiří Sobotka
Jiří Sobotka (Praga, 6 de junho de 1911 - Praga, 20 de maio de 1994) foi um ex-jogador de futebol tcheco.

## Carreira
Ele jogou pelo SK Slavia Praha, Hajduk Split (venceu o primeiro campeonato da Croácia)[carece de fontes?] e FC La Chaux-de-Fonds. Antes de chegar à Iugoslávia, ele tinha sido um jogador-treinador na Suíça com FC Winterthur. Sobotka disputou a Copa do Mundo de 1934, na Itália.[carece de fontes?]
Após sua carreira de jogador, ele treinou vários clubes na Suíça e ganhou seis copas suíças.[carece de fontes?] Ele treinou também Charleroi, na Bélgica UE Sant Andreu, da Espanha, e Seleção Suíça.[carece de fontes?]
Sobotka morreu em 20 de maio de 1994, na cidade de Praga.

## Títulos
- Copa do Mundo: Vice - 1934